# 鍛冶ケ谷
鍛冶ケ谷（かじがや、英: Kajigaya）は、横浜市栄区の町名。現行行政地名は鍛冶ケ谷一丁目及び鍛冶ケ谷二丁目と鍛冶ケ谷町、住居表示は鍛冶ケ谷町が未実施区域、鍛冶ケ谷一丁目及び鍛冶ケ谷二丁目は実施済み区域。

## 地理

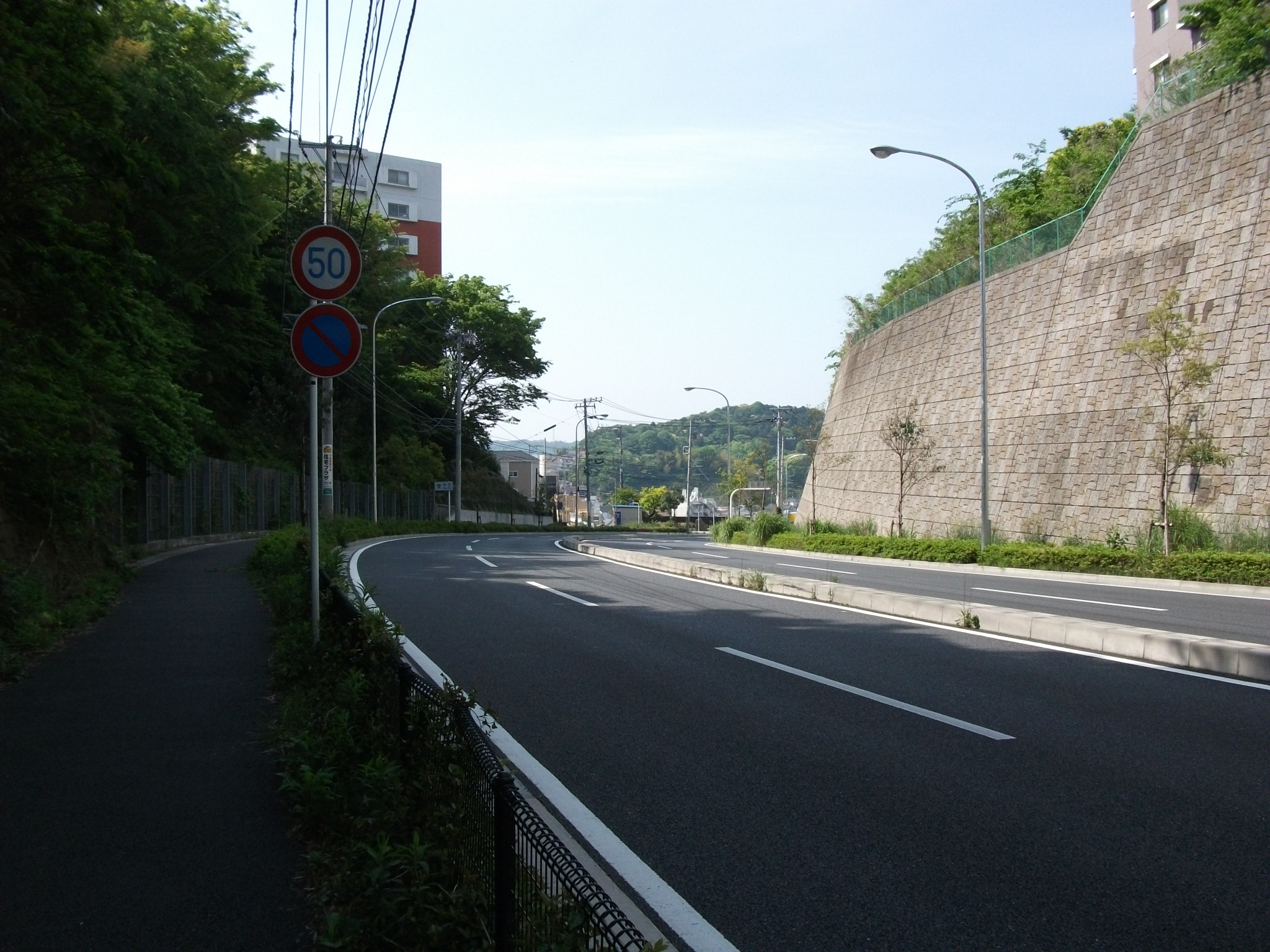
港南区境付近の鎌倉街道

栄区の中北部に位置し、鎌倉街道（神奈川県道21号横浜鎌倉線）の南東が鍛冶ケ谷一丁目、北西が鍛冶ケ谷二丁目、JR根岸線の北側が鍛冶ケ谷町となっている。北は港南区日野南、東は栄区元大橋、南は中野町・桂町、西は柏陽・小菅ケ谷、鍛冶ケ谷町の北は小山台に隣接する。地形及び利用状況については南西から北東へ向かう谷地を通過する鎌倉街道を中心部とし店舗が点在する住宅地、そこから南北の小高い丘陵地と谷戸にかけてが住宅地・緑地となっている。交通はJR根岸線本郷台駅から500m〜1.5km圏内であるほか、鎌倉街道経由で大船・上大岡・桜木町方面などへの路線バスが利用できる。一丁目の南東には、中野町とまたがる丘陵地に本郷ふじやま公園があり、古民家が移築・保存されている。

### 地価
住宅地の地価は、2025年（令和7年）1月1日の公示地価によれば、鍛冶ケ谷2-23-10の地点で18万5000円/m²となっている。

### 宅地開発
1965年（昭和40年）から第百土地により、現在の栄区域初の宅地開発が行われ、1972年（昭和47年）からは東武グループによる本郷台団地の開発が始まった。

## 歴史

### 沿革
鎌倉時代にこの地に鍛冶師が住んでいたことから、この地名がつけられた。かつては鎌倉郡鍛冶ケ谷村で、1889年（明治22年）に笠間・中野・桂・公田・上野・小菅ヶ谷の各村と合併、本郷村大字鍛冶ケ谷となる。1939年（昭和14年）4月1日に横浜市戸塚区に編入され、戸塚区鍛冶ケ谷町となった。1973年（昭和48年）に鍛冶ケ谷町と中野町の一部から元大橋が新設。1986年（昭和61年）に分区により、栄区鍛冶ケ谷町となる。1994年（平成6年）から1996年（平成8年）にかけて鍛冶ケ谷町と小菅ケ谷町・桂町などの各一部から小菅ケ谷と柏陽が新設された。1996年（平成8年）12月21日に鍛冶ケ谷町と中野町の一部から鍛冶ケ谷一・二丁目が新設され、同時に住居表示が実施された。また、中野町と上郷町の接する位置に飛地が存在する。
2011年（平成23年）、横浜市内30番目となる市民の森である、鍛冶ヶ谷市民の森が鍛冶ケ谷二丁目に指定され、2014年（平成26年）4月1日に開園した。

## 世帯数と人口

### 鍛冶ケ谷
2025年（令和7年）6月30日現在（横浜市発表）の世帯数と人口は以下の通りである。
| 丁目           | 世帯数    | 人口    |
| -------------- | --------- | ------- |
| 鍛冶ケ谷一丁目 | 940世帯   | 2,043人 |
| 鍛冶ケ谷二丁目 | 1,581世帯 | 3,587人 |
| 計             | 2,521世帯 | 5,530人 |

#### 人口の変遷
国勢調査による人口の推移。
| 年                 | 人口  |
| ------------------ | ----- |
| 2000年（平成12年） | 3,795 |
| 2005年（平成17年） | 5,582 |
| 2010年（平成22年） | 5,805 |
| 2015年（平成27年） | 5,772 |
| 2020年（令和2年）  | 5,629 |

#### 世帯数の変遷
国勢調査による世帯数の推移。
| 年                 | 世帯数 |
| ------------------ | ------ |
| 2000年（平成12年） | 1,423  |
| 2005年（平成17年） | 2,061  |
| 2010年（平成22年） | 2,183  |
| 2015年（平成27年） | 2,200  |
| 2020年（令和2年）  | 2,289  |

### 鍛冶ケ谷町
2025年（令和7年）6月30日現在（横浜市発表）の世帯数と人口は以下の通りである。
| 町丁       | 世帯数  | 人口    |
| ---------- | ------- | ------- |
| 鍛冶ケ谷町 | 638世帯 | 1,456人 |

#### 人口の変遷
国勢調査による人口の推移。
| 年                 | 人口  |
| ------------------ | ----- |
| 1995年（平成7年）  | 4,809 |
| 2000年（平成12年） | 1,391 |
| 2005年（平成17年） | 1,396 |
| 2010年（平成22年） | 1,379 |
| 2015年（平成27年） | 1,444 |
| 2020年（令和2年）  | 1,375 |

#### 世帯数の変遷
国勢調査による世帯数の推移。
| 年                 | 世帯数 |
| ------------------ | ------ |
| 1995年（平成7年）  | 1,709  |
| 2000年（平成12年） | 481    |
| 2005年（平成17年） | 500    |
| 2010年（平成22年） | 515    |
| 2015年（平成27年） | 547    |
| 2020年（令和2年）  | 558    |

## 学区
市立小・中学校に通う場合、学区は以下の通りとなる（2024年11月時点）。
| 町丁・丁目     | 番・番地等 | 小学校               | 中学校               |
| -------------- | --- | -------------------- | -------------------- |
| 鍛冶ケ谷一丁目 | 1〜20番、21番1〜7号 21番14〜26号、22〜24番 25番1〜11・23〜38号 26〜30番、32番、33番                                            | 横浜市立本郷小学校   | 横浜市立本郷中学校   |
| 鍛冶ケ谷一丁目 | 21番8〜13号、25番12〜22号 31番、34番、35番                                                                                     | 横浜市立桜井小学校   | 横浜市立本郷中学校   |
| 鍛冶ケ谷二丁目 | 54番、55番 | 横浜市立日野南小学校 | 横浜市立日野南中学校 |
| 鍛冶ケ谷二丁目 | 1〜53番 | 横浜市立本郷小学校   | 横浜市立本郷中学校   |
| 鍛冶ケ谷町     | 972番地〜974番地の1、974番地の3・4 974番地の6〜11・13〜16・18・19 974番地の22〜987番地、989番地以降                            | 横浜市立本郷小学校   | 横浜市立本郷中学校   |
| 鍛冶ケ谷町     | 312番地の1、315番地〜334番地の1 366番地の2、367番地、368番地 370〜378番地、433番地 439〜445番地、449番地、450番地 453〜456番地 | 横浜市立本郷小学校   | 横浜市立小山台中学校 |
| 鍛冶ケ谷町     | 431番地、432番地 434〜438番地、446〜448番地 451番地、452番地、457〜577番地                                                     | 横浜市立小山台小学校 | 横浜市立小山台中学校 |
| 鍛冶ケ谷町     | 316番地、443〜445番地 | 横浜市立本郷台小学校 | 横浜市立小山台中学校 |
| 鍛冶ケ谷町     | 974番地の2・5・12・17・20・21 988番地                                                                                          | 横浜市立桜井小学校   | 横浜市立本郷中学校   |

## 事業所
2021年（令和3年）現在の経済センサス調査による事業所数と従業員数は以下の通りである。
| 町丁・丁目     | 事業所数 | 従業員数 |
| -------------- | -------- | -------- |
| 鍛冶ケ谷町     | 12事業所 | 88人     |
| 鍛冶ケ谷一丁目 | 28事業所 | 277人    |
| 鍛冶ケ谷二丁目 | 42事業所 | 404人    |
| 計             | 82事業所 | 769人    |

### 事業者数の変遷
経済センサスによる事業所数の推移。
| 年                 | 事業者数 |
| ------------------ | -------- |
| 2016年（平成28年） | 84       |
| 2021年（令和3年）  | 82       |

### 従業員数の変遷
経済センサスによる従業員数の推移。
| 年                 | 従業員数 |
| ------------------ | -------- |
| 2016年（平成28年） | 728      |
| 2021年（令和3年）  | 769      |

## 交通
- 神奈川県道21号横浜鎌倉線

## 施設
- 本郷ふじやま公園
- 鍛冶ヶ谷市民の森

## 名所・旧跡等
- 小岩井家住宅-本郷ふじやま公園に移築された旧鍛冶ヶ谷村名主の古民家で横浜市有形文化財[22]。
- 正翁寺
  - 正翁寺墓地裏横穴墓群
- 宮ノ前横穴墓群-鍛冶ヶ谷市民の森にある遺跡。

## その他

### 日本郵便
- 集配担当する郵便局と郵便番号は以下の通りである[23]。

| 町丁       | 郵便番号 | 郵便局     |
| ---------- | -------- | ---------- |
| 鍛冶ケ谷   | 247-0009 | 大船郵便局 |
| 鍛冶ケ谷町 | 247-0003 | 大船郵便局 |

### 警察
町内の警察の管轄区域は以下の通りである。
| 町丁・丁目     | 番・番地等 | 警察署   | 交番・駐在所 |
| -------------- | ---------- | -------- | ------------ |
| 鍛冶ケ谷一丁目 | 全域       | 栄警察署 | 元大橋交番   |
| 鍛冶ケ谷二丁目 | 全域       | 栄警察署 | 元大橋交番   |
| 鍛冶ケ谷町     | 全域       | 栄警察署 | 元大橋交番   |